# Daniel Kallós
Daniel  Marcus Herman Kallós, född 2 april 1937 i Uppsala, död 29 oktober 2017 i Umeå, var en svensk professor i pedagogik och vänsterpolitiker. 
Daniel Kallós är son till läkarna Paul Kallós (1902–1988) och Liselotte Deffner (1906–). Paul Kallós lämnade sitt hemland Ungern redan på 1920-talet, eftersom han som jude inte fick praktisera sitt yrke, och flyttade till Weimarrepublikens Tyskland, där han träffade Liselotte Deffner, även hon läkare. De gifte sig 1932, men lämnade landet året därpå när Hitler kom till makten. Efter bara ett år i Schweiz blev de utvisade, och kom till Sverige 1934 och bosatte sig först i Uppsala, därefter i Stockholm. Först 1944 blev de svenska medborgare, och familjen flyttade då till Helsingborg.

## Akademiska år
Kallós tog studenten 1955 vid det så kallade Gossläroverket eller "Gossis" i Helsingborg, och började därefter studera vid Lunds universitet. Under studietiden var han engagerad i studentlivet, bland annat som förman för Akademiska Föreningens Studentaftonutskottet 1963. Studier i ämnena nordiska språk, sociologi, psykologi och genetik ledde fram till en fil.kand. innan han fortsatte med studier i pedagogik. Från 1959 till 1986 tjänstgjorde han vid Pedagogiska institutionen, där han i huvudsak arbetade med lärarutbildningsfrågor – såväl praktiskt i form av undervisning och kursplanering som mer teoretiskt, i forskning och samhällsdebatt.
Hans bok Den nya pedagogiken. En analys av den sk dialogpedagogiken som svenskt samhällsfenomen (1978) fick starkt genomslag. Kallós ansåg att begreppet dialogpedagogik – som brukar tillskrivas den brasilianske pedagogen Paulo Freire och förordades i den så kallade Barnstugeutredningen (1968–1975) – hade dålig vetenskaplig förankring och bortsåg från att Sverige var ett klassamhälle.
År 1986 utnämndes Daniel Kallós till professor i pedagogik vid Umeå universitet. När Umeå universitet 1992 inrättade en utbildnings- och forskningsnämnd för lärarutbildning utsågs Kallós till ordförande, och när universitet år 2000 som första lärosäte i landet inrättade en särskild fakultetsnämnd för lärarutbildning blev han dess förste dekanus. I arbetet med den förnyade lärarutbildning som startade hösten 2001 drev han särskilt frågan om lärarutbildningens forskningsanknytning. 
Även som ordförande för det nationella Lärarutbildningskonventet verkade Kallós för lärarutbildningens forskningsanknytning. Ett resultat var ett nytt forskarutbildningsämne, pedagogiskt arbete, som ger studenter med lärarutbildning möjlighet att bedriva forskarstudier. När regeringen år 2000 beslöt inrätta 16 forskarskolor placerades den Nationella forskarskolan i Pedagogiskt arbete (NaPa), vid Umeå universitet.   

Från starten 1996 till 2011 var Kallós ansvarig utgivare för Lärarförbundets tidskrift Pedagogiska magasinet, i vars första nummer han bland annat skrev:
”Utbildningspolitiken har under hela detta sekel präglats av helt orealistiska föreställningar om skolans betydelse, som ett instrument för att skapa ett socialt och ekonomiskt rättfärdigt samhälle. Klassamhället kan inte utbildas bort.” 
På det internationella planet gjorde Kallós flera jämförande studier av lärarutbildning i olika europeiska länder, och var även en av initiativtagarna till Thematic Network on Teacher Education in Europe (TNTEE).  

Kallós pensionerades 2002 som professor emeritus, men fortsatte engagera sig ut utbildningsfrågor. I tidskriften Forskning & Framstegs temanummer om läxor (2/2010) menar han att den enda anledningen att ge läxor är att de antas gynna självständighet och disciplin: 
"Läxor är ett trubbigt pedagogiskt verktyg. /.../ Däremot styr de undervisningen på ett olyckligt sätt. Lärarens tid tas upp av att kontrollera läxläsningen, när den i stället kunde användas till undervisning." 
Så sent som hösten 2013 utsågs Kallós till tillförordnad prefekt vid Konsthögskolan vid Umeå universitet.

## Politiska uppdrag
Samma år som han började studera vid Lunds universitet gick Daniel Kallós med i Sveriges kommunistiska parti (senare Vänsterpartiet kommunisterna (Vpk, numera Vänsterpartiet).
I VPK Lund räknades Kallós tillsammans med Svante Nordin till "traditionalisterna", som i motsats till bland andra C.-H. Hermansson dröjde långt in på 1970-talet med att ta avstånd från Sovjetunionen.
Under sina år i Umeå representerade Daniel Kallós Vänsterpartiet åren 1992–1994 som ledamot av Umeå kommunfullmäktige, åren 1994–1996 som ledamot i skolstyrelsen, åren 2002–2006 som ledamot av kommunstyrelsen och från 2014 till sin död som ledamot av kommunens För- och grundskolenämnd. Åren 1998–2001 var han ordförande för Västerbottens museum, och 1999–2001 kommunalt ombud i Svenska kommunförbundet.

## Kulturellt engagemang
Daniel Kallós var redan från 2007 involverad i den kommunala styrgrupp som förberedde Umeås ansökan om att bli europeisk kulturhuvudstad – en titel staden 2014 kom att dela med Lettlands huvudstad Riga – och åren 2010–2014 ledamot av kulturhuvudstadsutskottet, samt under 2015 ledamot av den kulturhuvudstadsberedning som ledde efterarbetet.    
Kallós var också – tillsammans med bland andra Patrik Tornéus, Johan Hammarström och Jenny Eklund – med i den första styrelsen för Föreningen Littfest år 2010 och var fortsatt engagerad i litteraturfestivalen in i det sista. Han var även engagerad i styrelsen för i Bokkafé Pilgatan i Umeå.    

## Övrigt
Kallós har varit gift med författaren och kulturjournalisten Lotte Möller, med vilken han har sonen David Kallos (krögare, född 1961), och senare med forskaren Lisbeth Lundahl (1951– ). Daniel Kallós är gravsatt i askgravlunden på Norra kyrkogården på Sandbacka, Umeå.

## Utmärkelser
- 2004 – Hedersdoktor vid fakulteten för lärarutbildning, Umeå universitet.[11]
- 2004 – Fridtjuv Bergpriset, av Sveriges lärarförbund.[12]

## Publikationer i urval
- Kallós; Lundgren (1974). ”Att förstå eller inte förstå: Är det frågan?”. Forskning om utbildning (Stockholm: Forskning om utbildning):  sid. 17–27. Libris 10047796
- Kallós, Daniel (1978). Den nya pedagogiken: en analys av den s k dialogpedagogiken som svenskt samhällsfenomen. Alma-serien, 99-0108263-3 ; 89 (1. uppl.). Stockholm: Wahlström & Widstrand. Libris 7280270. ISBN 91-46-13150-7
- Callewaert; Kallós (1992). ”Den rosa vågen i svensk pedagogik”. Forskning om utbildning : en antologi (Stockholm: Forskning om utbildning):  sid. 32-41. Libris 10047796
- Kallós, Daniel (1995). ”Några reflektioner kring pedagogikämnets och den pedagogiska forskningens betydelse för svensk lärarutbildning.”. Lära till lärare / under redaktion av Biörn Hasselgren ... (Stockholm : HLS, 1995):  sid. 133-147. Libris 1996663
- Ahlström Karl-Georg, Kallós Daniel, Nilsson Ingrid, red (1996) (på engelska). Research on teacher education in Finland, Germany and Sweden. Monographs on teacher education and research, Umeå University, 99-2347044-X ; 1. Umeå: Univ. Libris 7617719. ISBN 91-7191-112-X
- Kallós, Daniel. ”Den eviga frågan om relationen läraryrke och forskning”. Pedagogiska Magasinet (Stockholm: Lärarförbundet). http://pedagogiskamagasinet.se/den-eviga-fragan-om-relationen-lararyrke-och-forskning/. Läst 2 november 2017.
- Erixon; Kallós (2005). ”Den nationella forskarskolan i pedagogiskt arbete (NaPA)”. Forskningsarbete pågår: nationella forskarskolan i pedagogiskt arbete (NaPA) / redaktör Per-Olof Erixon (Umeå : Umeå universitet, 2005):  sid. 6-10. Libris 10627017
- Daniel Kallós (24 juni 2015). ”Repliker. ”Skollagen ger barnen rätt till skolgång””. Dagens Nyheter. https://www.dn.se/debatt/repliker/skollagen-ger-barnen-ratt-till-skolgang/. Läst 2 november 2017.